# تحقيق جنائي
التحقيقات الجنائية هي علوم تطبيقية تنطوي على دراسة الحقائق، وتستخدم للتحقق من وجود جريمة وإثبات ذنب المجرم، التحقيق الجنائي الكامل يمكن أن يشتمل البحث و المقابلة والاستجواب وجمع الأدلة وحفظها وعدة أساليب مختلفة للتحقيق. التحقيقات الجنائية في العصر الحديث تستخدم عادة عدة تقنيات علمية حديثة تعرفُ بالعلم الشرعي.